# Pont du Forth
Vous lisez un « article de qualité » labellisé en 2007.
Le pont du Forth est un pont du Royaume-Uni situé à quatorze kilomètres à l’ouest de la ville écossaise d’Édimbourg. Il est le deuxième plus long pont ferroviaire de type cantilever au monde quant à sa portée libre (le premier étant le pont de Québec) et le premier de grande taille jamais construit. Sa longueur est supérieure à 2,5 kilomètres. Il est uniquement destiné au trafic ferroviaire et permet de relier le council area d’Édimbourg à celui de Fife en enjambant le fleuve Forth. Il constitue ainsi un axe majeur de transport entre le nord-est et le sud-est du pays, doublé depuis 1964 par le pont autoroutier du Forth. En 1999, le pont est inscrit sur la liste indicative du patrimoine mondial de l’UNESCO, et le 5 juillet 2015, il gagne le titre de patrimoine mondial.

## Situation géographique

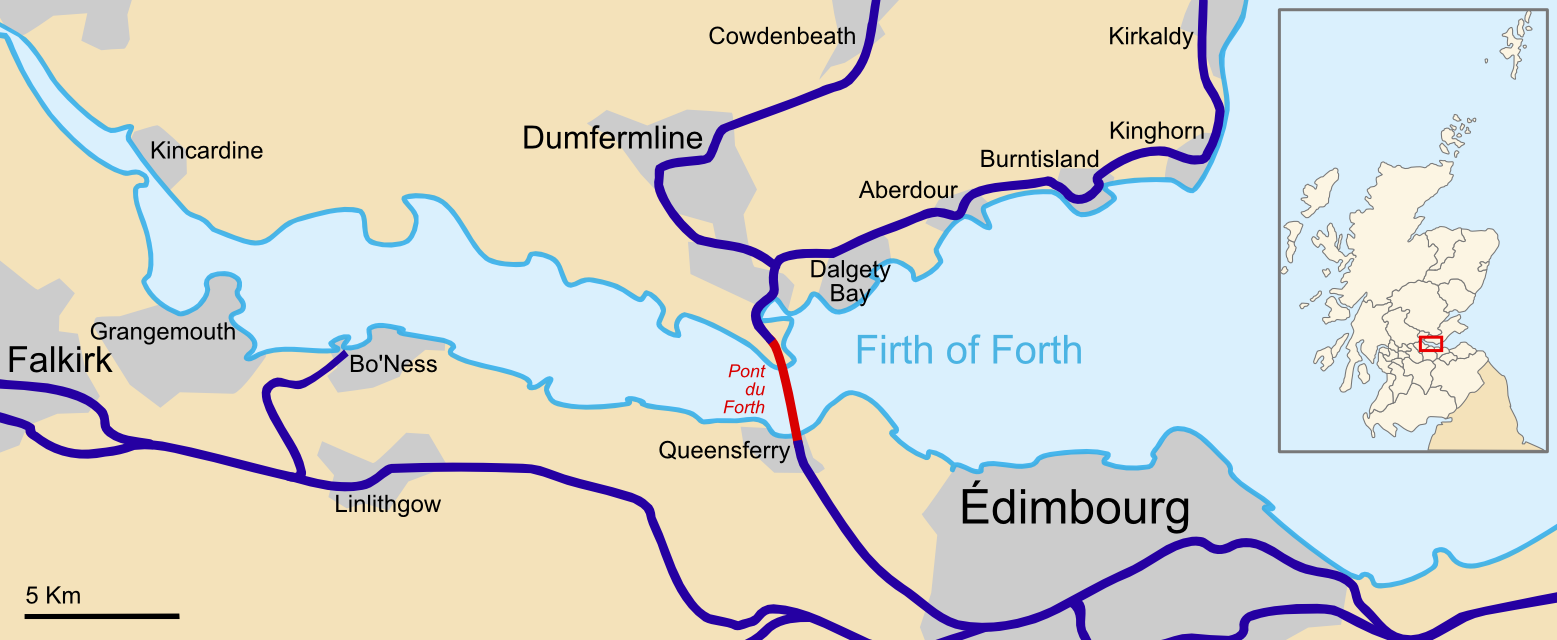
Localisation du Forth Bridge au sein de l’Écosse et du réseau ferroviaire actuel.

Le pont est situé à 14 kilomètres à l'ouest d'Édimbourg, sur la côte est de l'Écosse, au nord du Royaume-Uni. Il franchit le fleuve du Forth, qui coupe l'Écosse d'ouest en est, entre la ville de Queensferry (council area d'Édimbourg) sur la rive sud et celle de North Queensferry (council area de Fife) sur la rive nord, à l'entrée de l'estuaire du Firth of Forth. En cet endroit, le fleuve subit un rétrécissement permettant cette construction, ceci malgré une profondeur très importante (entre 60 et 65 mètres) qui est supérieure à celle de la mer du Nord sur laquelle l'estuaire donne. Cela explique donc la nécessité qu'il y eut de construire un pont avec un nombre de travées limité, la technologie de l'époque ne permettant pas la construction aisée de piles à une telle profondeur.

## Histoire

### Avant le Forth Bridge
À partir du XIIe siècle, un ferry est mis en place entre Queensferry, et le port de North Queensferry, qui utilise comme quais des promontoires naturels. Vers 1760 il s’agit du ferry le plus fréquenté du Royaume-Uni, mais il est considéré par les usagers comme étant « lent, inconfortable et dangereux ». Aussi, vers 1805, un projet de tunnel de Sir Thomas Bouch est sérieusement étudié mais finalement abandonné en raison de son prix estimé à plus de 160 000 £. On décide donc en 1808 de moderniser le système de ferry sous la direction de l’ingénieur John Rennie qui fait notamment construire des jetées permettant l’embarquement quelle que soit la marée, et donc accroît les liaisons.
Cependant, le développement des transports, et en particulier l’essor du chemin de fer, rendent vite nécessaire la construction d’un pont. Le système de transbordement des trains par ferry, mis en place en 1805 entre Granton et Burntisland, devient en effet très rapidement insuffisant.

### Les différents projets
En 1818, un premier projet de pont suspendu est donc présenté par James Anderson mais tout de suite abandonné en raison de la légèreté de la structure qui fait craindre un effondrement immédiat. On dit même en 1890 que la structure du pont aurait été « si fine qu'il aurait été à peine visible par temps maussade, et qu'après un fort coup de vent on ne l'aurait plus vu, pas même par jour de beau temps ».

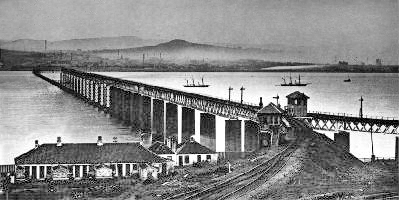
Premier pont du Tay.

Ce n’est que cinquante-cinq ans plus tard qu’est créée la Forth Bridge Railway Company, société de chemin de fer dont le but est de construire un pont pour que les trains des East Coast Railway Companies ne soient plus obligés d’emprunter les lignes de leur concurrent Caledonian Railway. Elle choisit alors le projet de pont suspendu de Sir Thomas Bouch, qui a été approuvé par une commission d’ingénieurs. Mais les travaux ne commencent pas tout de suite car la société North British qui appartient au même groupe, est alors en train d’édifier le pont du Tay, aussi dessiné par Bouch, et de ce fait ne dispose pas des liquidités nécessaires. La première pierre est donc finalement posée au printemps 1879 à Inchgarvie. Mais, le 28 décembre 1879, un ouragan provoque la catastrophe ferroviaire du pont sur le Tay, qui s’écroule, causant la mort de soixante-quinze personnes. La commission chargée de l’enquête attribue alors la catastrophe à une trop grande fragilité du tablier due à un mauvais calcul de son concepteur, Thomas Bouch. Les travaux du pont du Forth sont donc immédiatement stoppés par peur d’une semblable erreur.

### La construction du pont actuel

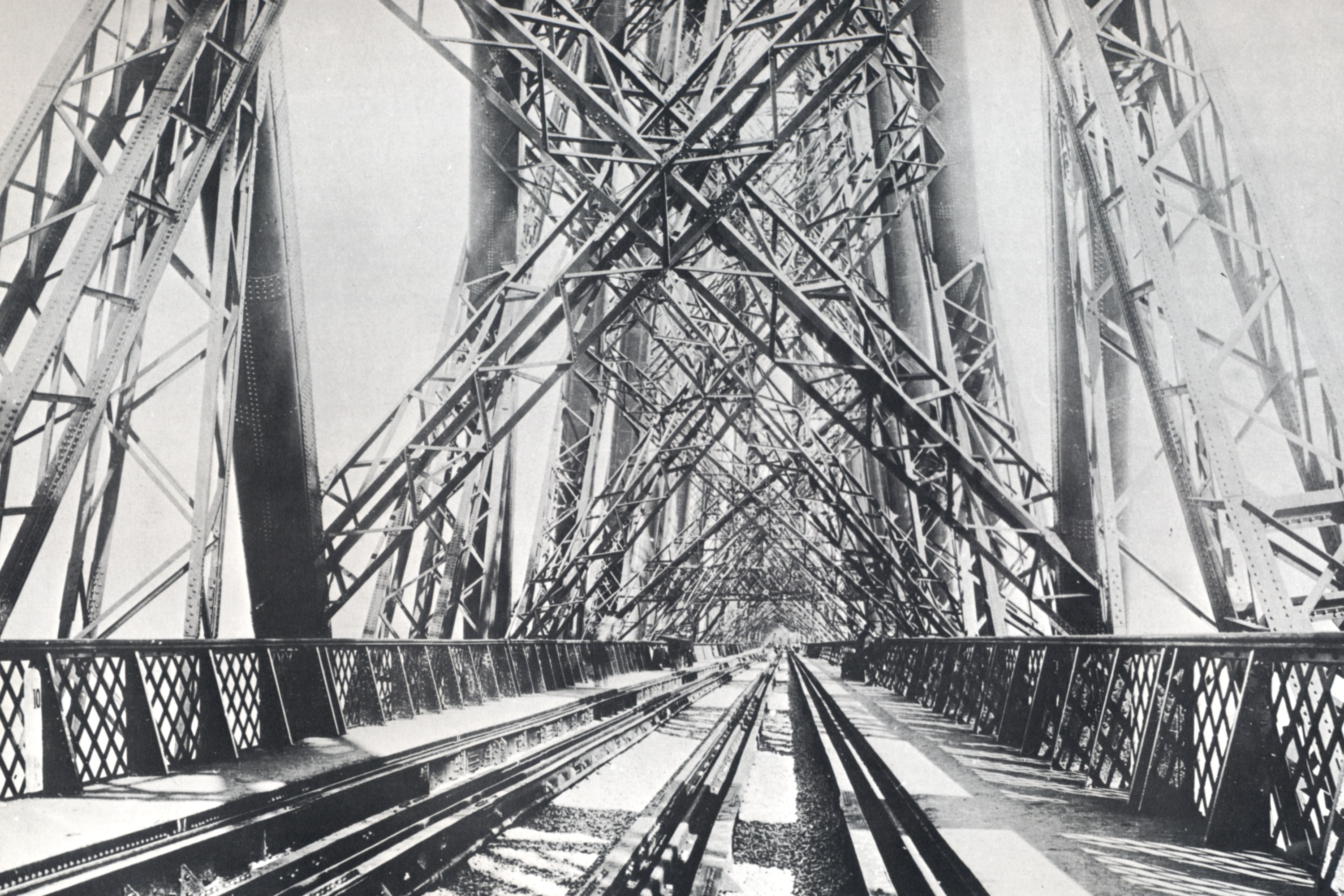
Le pont en 1890.

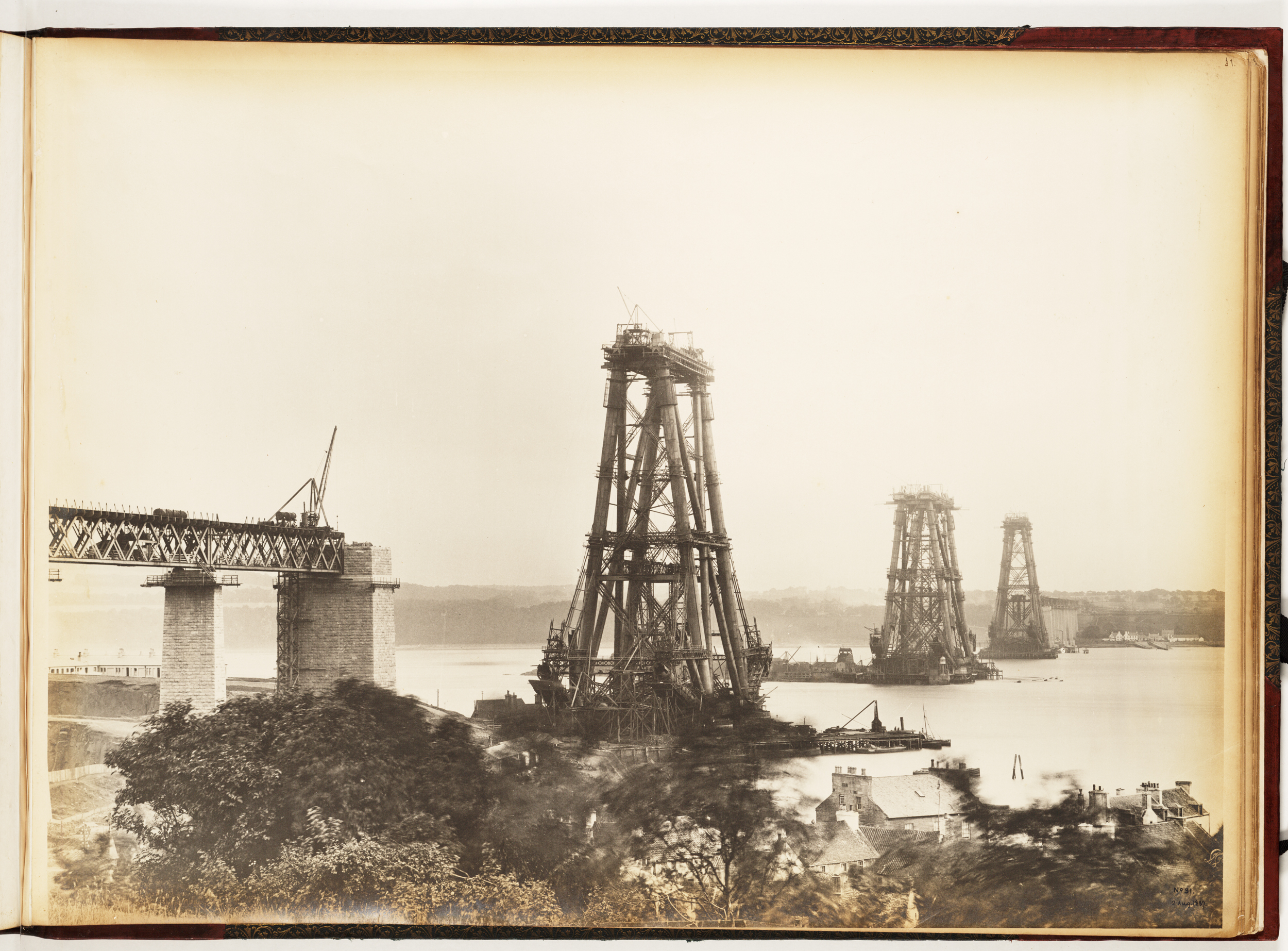
Le pont en construction, les cantilevers sont presque à leur hauteur maximale.

À la suite de l'arrêt de la construction du projet de Bouch, la Forth Bridge Railway Company réunit ses ingénieurs en 1880 pour établir de nouveaux plans. Au bout d'un an, en mai 1881, John Fowler et Benjamin Baker présentent les plans d’un pont de type cantilever, extrêmement robuste et spécialement conçu pour résister aux vents les plus violents car la catastrophe ferroviaire du pont sur le Tay demeure dans toutes les mémoires. Après avoir reçu l’approbation de la compagnie, ceux-ci sont soumis au Parlement qui accorde l’autorisation officielle en juillet 1882. Les travaux commencent donc avec la construction des trois caissons destinés à supporter les cantilevers. Au bout de cinq ans, en 1887, les trois bras cantilever sont construits et en place. Il reste donc à les relier, opération délicate qui prend alors un temps assez long du fait des mauvaises conditions climatiques. Mais finalement, le 4 mars 1890, deux trains longs de plus de 300 mètres et pesant chacun près de 900 tonnes, composés d’une locomotive tirant cinquante wagons, franchissent le pont côte-à-côte du sud vers le nord.
Pour arriver à ce résultat, il aura fallu plus de 58 000 tonnes d’acier, 6,5 millions de rivets, 20 950 mètres cubes de granite, 49 200 mètres cubes de pierraille et 21 350 tonnes de ciment. Quatre mille hommes auront travaillé sur cet ouvrage pendant près de huit ans, et cinquante-sept en seront morts malgré les mesures de sécurité mises en place. Le tout pour un coût de 3,2 millions de livres de l’époque, ce qui équivaut à environ 235 millions de 2000 soit 347 millions d’euros.

### L’inauguration
Le 4 mars 1890, le prince de Galles fixe le dernier rivet, coulé en or pour l’occasion, inaugurant ainsi solennellement l’ouvrage en présence de son fils, le futur roi George V, du duc d’Édimbourg, de nombreux députés ainsi que de représentants de sociétés de chemin de fer étrangères. Parmi ces derniers figurent notamment Gustave Eiffel et Frederic Fromhold Martens.
À l'époque, il devient le pont cantilever le plus long au monde et marque un tournant dans l'histoire de la construction d'ouvrages en acier.

## Caractéristiques

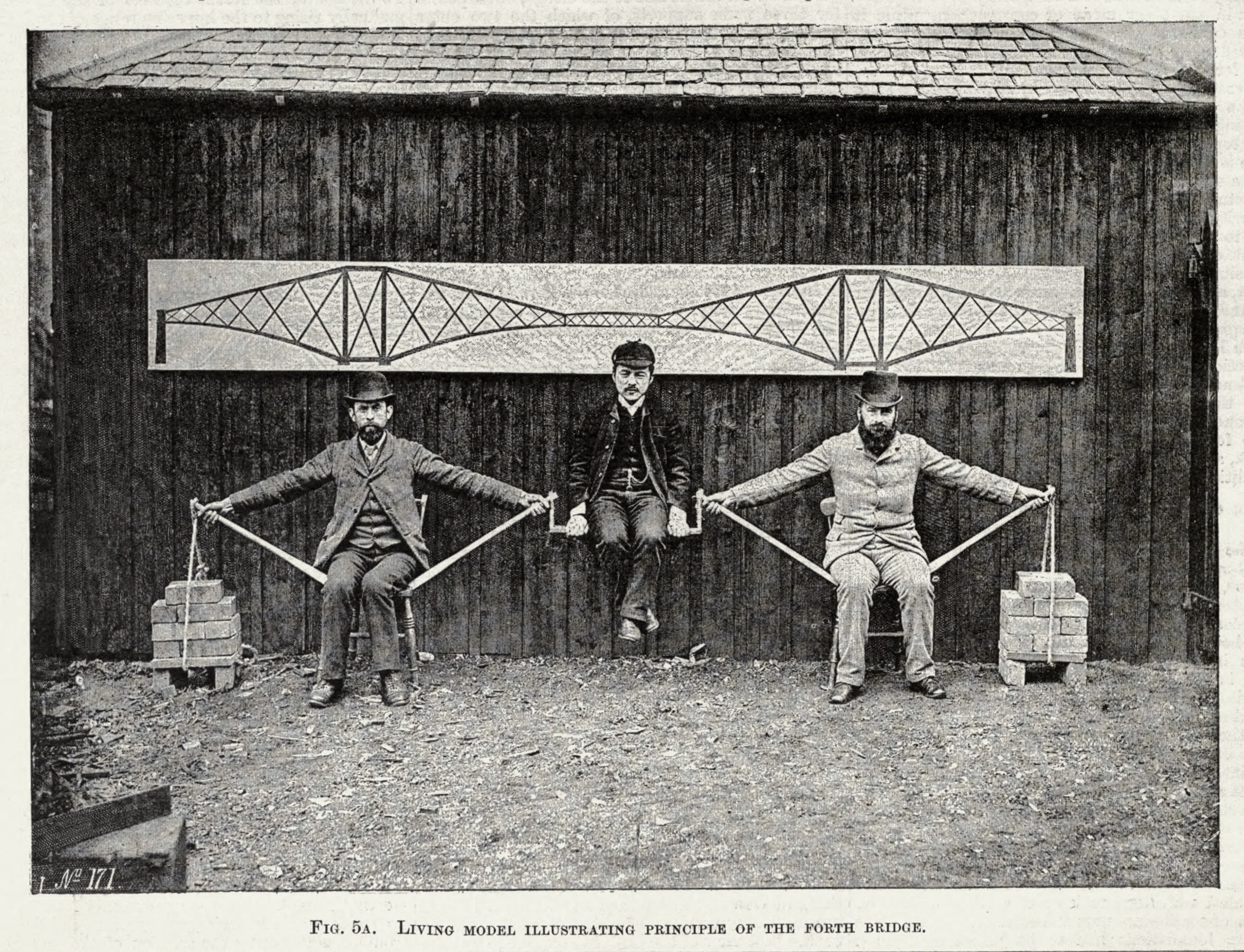
Principe du cantilever paru dans un article de The Illustrated London News d'octobre 1889. L'homme au centre de la photo est un Japonais, Watanabe Kaichi, contremaître en chef du chantier.

Ce pont, qui mesure au total 2 528 mètres, est en réalité un assemblage de deux ponts cantilever mis bout-à-bout. Il est constitué de quinze petites arches de 51 mètres chacune (dix au sud et cinq au nord), de deux arches latérales de 207 m, et des deux arches principales d’une portée unitaire de 521 mètres. Chaque arche principale est composée de deux bras en porte-à-faux de 207 m qui supportent la poutre centrale du pont (106 m), placée à 46 m au-dessus de l’eau à marée haute. Les trois tours qui soutiennent le cantilever ont une hauteur de 104 m et reposent sur des caissons profonds de 27 m, en partie construits grâce à de l’air comprimé.
L’utilisation d’une structure en porte-à-faux ne constitua pas une nouveauté, mais la taille de l’ouvrage de Baker et les calculs qu’il réalisa au préalable, dont notamment ceux sur la pression du vent ou l’influence de la température sur la rigidité du pont, furent en revanche des avancées significatives dans le domaine de la construction qui permirent la réalisation d’autres structures de conception similaire dans le monde entier, dont le pont de Québec.

## Trafic ferroviaire
En 2000, le pont a vu passer 54 080 trains de voyageurs et 6 240 trains de marchandises représentant une charge totale supérieure à 10,5 millions de tonnes.
Ces chiffres sont à comparer à ceux de 1894 qui étaient de 26 451 trains passagers et 18 777 trains de marchandises pour près de 7,5 millions de tonnes transportées.
En moyenne, ce sont donc près de 150 à 200 trains qui empruntent ce pont chaque jour, quel que soit le temps. Depuis 1930, le pont n’a en effet été fermé qu’à quatre reprises, pendant des week-ends au cours de l’année 2003 pour faciliter les travaux de peinture.

## Entretien

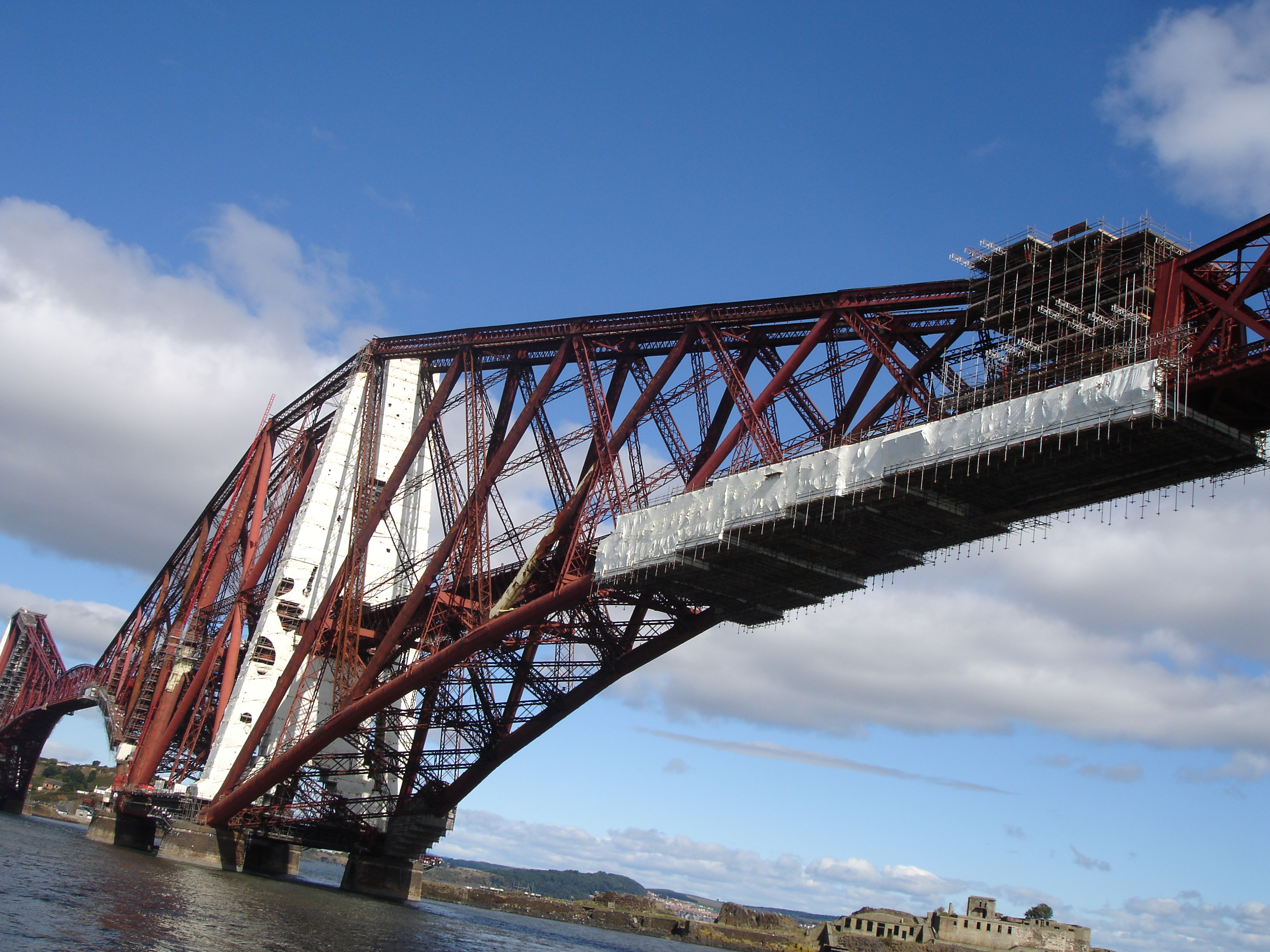
Travaux sur le pont.

Bien que les trains modernes soumettent le pont à moins d’efforts que les premiers trains à vapeur, celui-ci nécessite quand même un entretien constant. « Peindre le pont du Forth » est même devenu en Grande-Bretagne une expression désignant une tâche sans fin, version moderne du mythe de Sisyphe. Elle repose sur une légende qui veut que dès que l’équipe chargée de repeindre le pont atteint une extrémité, il est nécessaire de recommencer de l’autre côté. Cela s’explique par l’immense surface des poutrelles métalliques qui représentent près de 20 000 mètres carrés.
En 1996, Railtrack, la compagnie exploitant l’ouvrage, entreprend un programme de grande ampleur destiné à restaurer l’ensemble de la structure. Quarante millions de livres sont ainsi investis dans les travaux qui commencent en 1998, comprenant le changement de certaines poutrelles endommagées, la peinture de l’ensemble de l’ouvrage, une amélioration de l’accès et un nouvel éclairage. Mais en 2002, un nouvel appel d’offres est lancé, à la suite du retrait du précédent entrepreneur qui ne peut achever son travail du fait de mauvaises conditions climatiques et de difficultés financières. Il est remporté par la deuxième entreprise de génie civil du pays, Balfour Beatty, qui signe un contrat de dix millions de livres par an jusqu’en 2009, pour la maintenance du pont. Elle va notamment sabler toutes les parties métalliques pour ôter les précédentes couches de peintures, appliquer une première couche à base de zinc d’une épaisseur de 35 microns pour éviter toute corrosion, puis une seconde constituée de glassflake d’époxy destinée à former une barrière de 400 microns, et enfin un vernis de polyuréthane pour redonner au pont le fameux rouge qui contribue à son charme. Le tout représente donc une surface de 400 000 m2 à peindre, qui est garantie pour une durée de vingt ans.
L’ampleur de ces coûts d’entretien ont conduit une députée travailliste, Helen Eadie, à demander en 2003 la démolition de ce pont.

## Mémorial
Pendant plus de cent ans, le nombre d’ouvriers qui ont trouvé la mort en construisant le pont a été fixé à 57. Cependant en 2004, une étude basée sur les certificats de décès a établi qu’il y avait en réalité eu 63 victimes, pour lesquelles aucun mémorial n’existait. Le 12 mars 2005, un comité est donc formé à l’initiative du député John Barrett avec pour but de lister tous ces morts et de leur rendre hommage. À cette fin, plusieurs projets de monuments sont en cours d’étude.

## Symbole
Le pont du Forth a une forte valeur symbolique pour les Écossais car il relie le nord et le sud de l’Écosse en traversant le Forth qui les sépare. De plus, il témoigne par son caractère de pionnier un certain savoir-faire technique écossais et fait ainsi oublier l’échec qu’avait constitué la catastrophe du pont du Tay. Il reflète également un certain âge d’or de l’économie écossaise, qui a beaucoup souffert au cours du XXe siècle.
Ce pont, qui a été bombardé par la Luftwaffe pendant la Seconde Guerre mondiale sans jamais être atteint malgré les trucages des photos de propagande, constitue donc le symbole d’une Écosse toujours debout au milieu des difficultés, et relie son passé au futur selon Alex Salmond, chef du Parti national écossais.
Il serait même considéré par les Écossais comme la huitième merveille du monde selon Roland Paxton, professeur à l'Université Heriot-Watt d'Édimbourg.

## Représentations culturelles

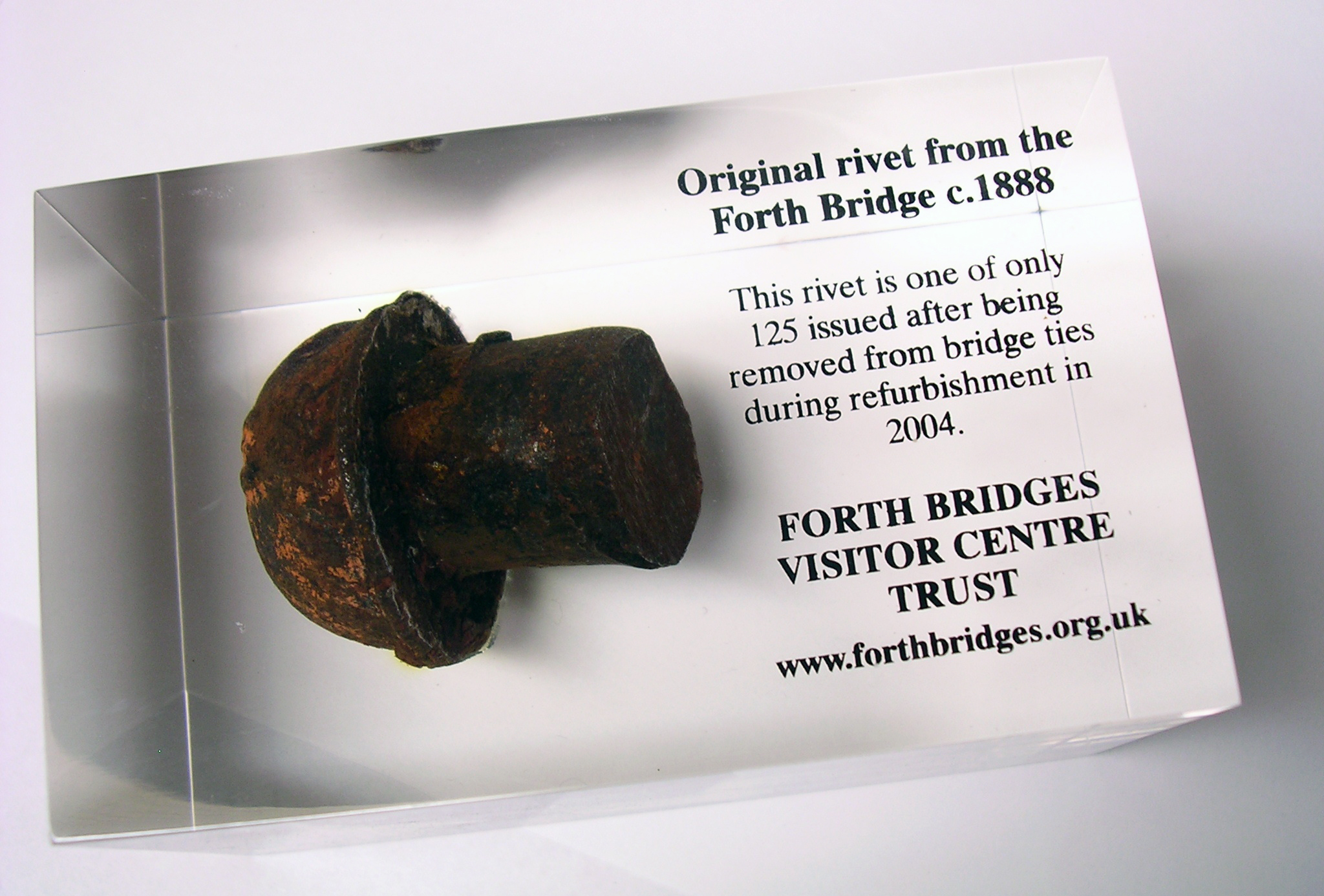
Rivet original du pont du Forth.

- Le pont est mis en scène par Alfred Hitchcock dans son film de 1935 Les 39 marches, et dans le remake de 1959[24].
- Le pont de Kincaid dans le jeu vidéo Grand Theft Auto: San Andreas est inspiré de ce pont, Rockstar North qui le produit étant basée à Édimbourg.
- Le pont est visible dans le jeu vidéo Euro Truck Simulator 2 lorsque le joueur roule sur son homologue routier.
- Le pont a longtemps figuré sur les affiches publicitaires pour le soda Irn-Bru, avec le slogan « Made in Scotland, from girders » (« Fabriqué en Écosse, à partir de poutrelles »).
- L’architecture du pont n’a pas toujours été admirée. Ainsi l’artiste et poète William Morris déclara à l’époque de l’inauguration que ce pont était un « spécimen suprême de la laideur »[25].
- Œuvre de l'artiste écossaise Lesley Burr une mosaïque a été installée  sur le quai de la gare de North Queensferry pour le centenaire de l'inauguration du pont le 4 mars 1990. Sa longueur est de 45 m.

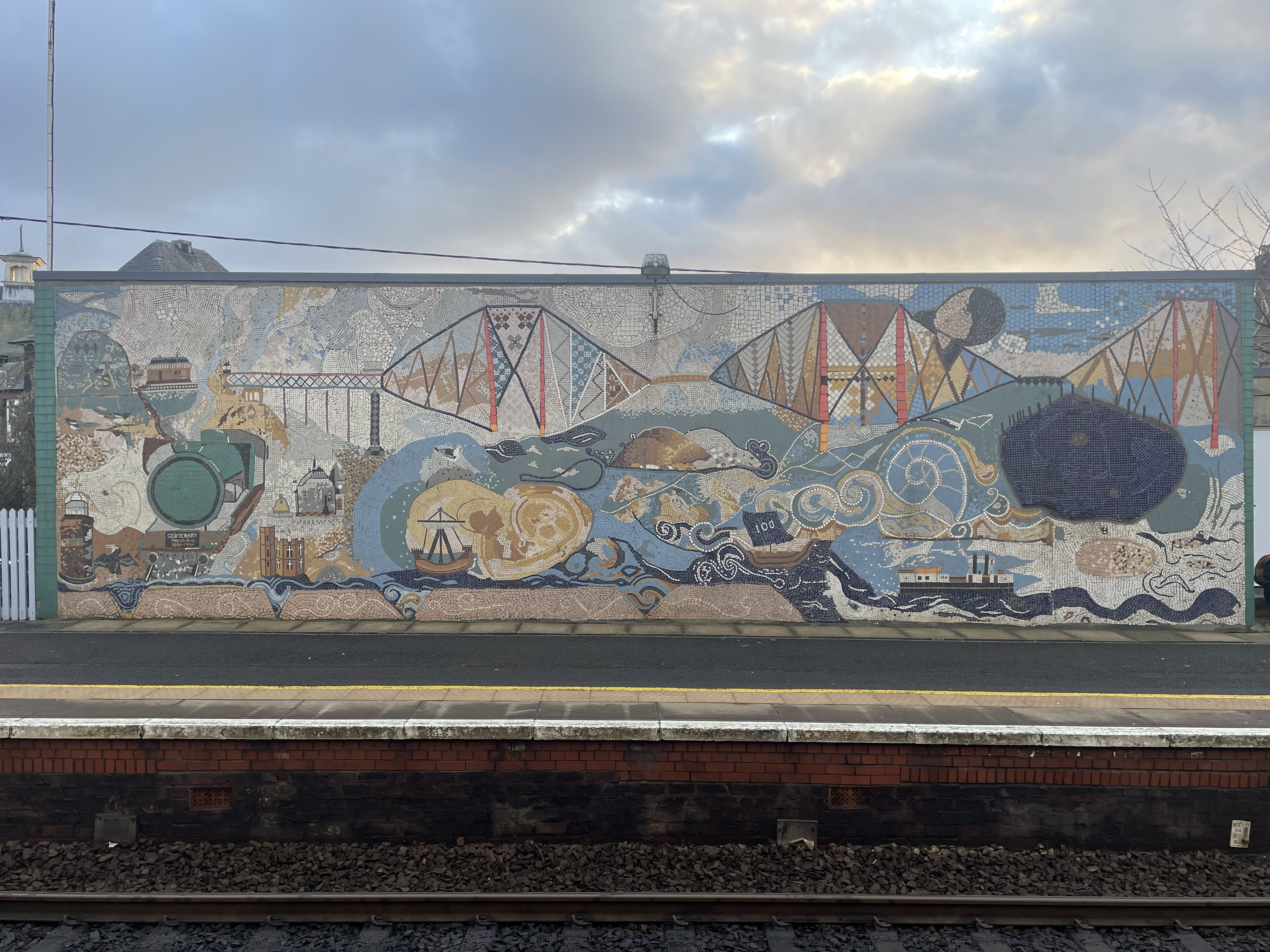
Mosaïque du pont du Forth à North Queensferry.

- La pièce d’une livre sterling sortie en 2004 représente le pont du Forth[26].
- « Painting the Forth Bridge »  (« Peindre le pont du Forth ») est une expression anglaise désignant une tâche sans fin. (Voir explication)
- En 1996, lors des travaux de réfection du pont, mille rivets d’origine furent vendus comme presse-papier au prix de 30 £ pièce[10]. Depuis 2006, d'autres rivets sont en vente sur le site du Forth Bridges Visitors Centre Trust, association pour la promotion de ce monument[27].
- En 2003, Sébastien Foucan, un Français fondateur du free running et cofondateur du parkour, est filmé en train de courir sans harnais sur les poutrelles les plus élevées du pont du Forth pour Jump Britain [28], un documentaire diffusé sur Channel 4[29].
- Il est étudié par l'historien de l'art britannique Michael Baxandall qui s'en sert pour démonter la vision habituelle d'un tableau.
- Le nom d'un pont est attribué au processus suivant la mort de chaque membre de la famille royale britannique. Forth bridge est celui attribué au Prince Philip le Duc d'Édimbourg, époux de la reine Élisabeth II.

Vue panoramique du pont du Forth et de son homonyme routier.